# Mal (canción)
«Mal» es una canción grabada por la banda mexicana de indie rock Little Jesus.  La canción fue escrita por el vocalista del grupo, Santiago Casillas, y producida por él mismo. Se lanzó el 8 de enero de 2016 como el tercer y último sencillo de su primer álbum de estudio Norte para la versión japonesa.

## Video musical
Un vídeo musical oficial fue lanzado para «Mal» publicado el 8 de enero de 2016 en la plataforma digital YouTube. El Videoclip fue dirigido y realizado por Fuerzas Básicas. Ha recibido más de un millón de reproducciones desde su publicación.

## Lista de canciones

### Descarga digital
| Mal — Sencillo |        |          |  |
| N.º            | Título | Duración |  |
| 1.             | «Mal»  | 3:57     |  |